# Cambessedesia glaziovii
Cambessedesia glaziovii är en tvåhjärtbladig växtart som beskrevs av Célestin Alfred Cogniaux och Angela Borges Martins. Cambessedesia glaziovii ingår i släktet Cambessedesia och familjen Melastomataceae. Inga underarter finns listade i Catalogue of Life.